# جيرالد واشنطن (ملاكم)
جيرالد واشنطن (بالإنجليزية: Gerald Washington)‏ مواليد 23 أبريل 1982 في سان خوسيه، هو ملاكم محترف أمريكي يصنف ضمن فئة الوزن الثقيل بدأ مسيرته الاحترافية سنة 2012 حيث انتصر في نزاله الأول.

## المسيرة الاحترافية
من نزالاته:
- انتصر على راي أوستن (ملاكم) بالضربة القاضية (16-07-2016).
- انتصر على ناجي أغيليرا (22-08-2014).
- انتصر على ترافيس ووكر بالضربة الفنية القاضية (27-06-2014).
- انتصر على شيرمان ويليامز (ملاكم) (09-08-2013).

## إحصائيات
خاض خلال مسيرته 26 نزالا، فاز في 20 وخسر في 5. فاز بالضربة القاضية في 13 نزالا.

## روابط خارجية
- جيرالد واشنطن على موقع بوكس ريك (الإنجليزية) (registration required)